# فرابورس
داد و ستد بیرون از بورس یا به اصطلاح فرابورس (به انگلیسی: Over-the-counter) (اختصاری OTC) به‌طور مستقیم میان دو طرف بدون هیچ گونه نظارتی از جانب یک بورس انجام می‌گیرد. فرابورس در مقابل داد و ستد بورسی که در بازارهای سازمان یافته رخ می‌دهد قرار دارد. یک بورس اوراق بهادار مزایایی همچون تسهیل نقدشوندگی، کاهش ریسک اعتباری در مورد نکول یکی از طرفین معامله، شفافیت و در دسترس بودن قیمت جاری بازار را دارد.
در معاملات بازار فرابورس قیمت برای عموم لزوماً منتشر نمی‌شود و به دلیل اینکه قراردادها دو جانبه هستند هر طرف می‌تواند نگران ریسک اعتباری طرف دیگر باشد.
همچون معاملات بورسی معاملات فرابورس در مورد کالا، ابزارهای مالی (شامل سهام) و اوراق مشتقه آن‌ها انجام می‌گیرد. بازار اوراق مشتقه فرابورس در دارایی‌هایی مثل نرخ بهره، نرخ ارز، سهام و کالا فعال است.
محصولاتی که در بورس مبادله می‌شوند باید به خوبی استاندارد باشند. در واقع برای ایجاد شفافیت، محصولات مبادله شده باید مطابق با کمیت، کیفیت و عینیت مشخص تعریف شده بوسیلهٔ بورس و در تمام معاملات یکسان باشند. بازار فرابورس این محدودیت‌ها را ندارد. برای مثال ممکن است طرفین روی کمیت غیرمعمول توافق کنند.
در سال ۲۰۰۸ تقریباً ۱۶ درصد از سهام ایالت متحده در خارج از بورس مبادله می‌شد. در آوریل سال ۲۰۱۴ این رقم تا حدود ۴۰ درصد افزایش پیدا کرد.
در اواخر سال ۲۰۱۲ اگرچه مقدار معاملات اوراق مشتقه فرابورس ۳٫۳ درصد نسبت به سال قبل کاهش داشت، حجم معاملات پایاپای شده بالغ بر ۳۴۶٫۴ تریلیون دلار بود. آمار منتشره بانک تسویه حسابهای بین‌المللی در مورد بازارهای اوراق مشتقه فرابورس نشان می‌داد که این مقدار پایان ژوئن سال ۲۰۱۳ بالغ بر ۶۹۳ تریلیون دلار بود.
ارزش بازار ناخالص اوراق مشتقه فرابورس که هزینه جایگزینی تمام قراردادهای در حال اجرا در قیمتهای جاری بازار می‌باشد از ۲۵ تریلیون دلار در اواخر سال ۲۰۱۲ به ۲۰ تریلیون دلار در پایان سال ۲۰۱۳ کاهش یافت.

## سهام مورد معامله در فرابورس
در ایالات متحده داد و ستد سهام در خارج از بورس توسط بازار‌ساز با استفاده از خدمات مظنه‌گذاری معامله گران مانند تابلوی اعلانات فرابورس (به انگلیسی: OTC Bulletin Board) (زیر نظر سازمان نظارتی صنعت مالی) و خدمات آنلاین فرابورس (به انگلیسی: OTC Link) (تنظیم شده توسط انجمن بازارهای فرابورس) انجام می‌گیرد. تابلوی اعلانات فرابورس مجوز خدمات آنلاین فرابورس را برای اوراق بهادار آن صادر می‌کند. اگرچه سهام بورسی می‌توانند در فرابورس مبادله شوند (بازار سوم) ولی این کار معمول نیست. سهام فرابورسی نیز معمولاً در بورس مبادله نمی‌شوند. سهامی هم که در تابلوی اعلانات فرابورس مظنه‌گذاری می‌شوند باید الزامات گزارش گری کمیسیون بورس و اوراق بهادار ایالات متحده را رعایت کنند. سایر سهام فرابورسی دستورالعمل‌های افشایی دیگری دارند (مثل سهام OTCQX انجمن بازارهای فرابورس). هم چنین بعضی سهام نیز هیچ الزام گزارش گری ندارد (مثل اوراق بهادار pink sheets و سهام بازار خاکستری (به انگلیسی: gray market)).
بعضی شرکت‌ها همچون وال مارت  (به انگلیسی: Wal-Mart) در ابتدا در فرابورس مبادله و سرانجام وارد بورس شدند. در سال ۱۹۶۹ میلادی مجموعه وال مارت به صورت یک شرکت درآمد. سهام این شرکت در سال ۱۹۷۲ میلادی با زیرمجموعه‌هایی در ۵ ایالت آرکانزاس، کانزاس، لوئیزیانا، اوکلاهاما و میسوری در فرابورس عرضه شد. طی یکسال درآمد فروش این شرکت بالغ بر ۱ بیلیون دلار بود که سریع‌ترین شرکت از این لحاظ نامیده شد. در سال ۱۹۷۲ وال مارت با نماد WMT وارد بورس اوراق بهادار نیویورک شد.

## قراردادهای فرابورس
قرارداد خارج از بورس یک قرارداد دوجانبه است که در آن طرفین (یا کارگزار یا واسط آنها) روی چگونگی داد و ستد توافق می‌کنند البته معمولاً این کار توسط یک شرکت تأمین سرمایه انجام می‌گیرد.
قراردادهای آتی و تاخت از نمونه‌های اصلی این قراردادها هستند که معمولاً به صورت آنلاین یا تلفنی صورت می‌گیرند. این قراردادهای اوراق مشتقه توسط انجمن بین‌المللی اوراق مشتقه و سواپ مدیریت می‌شوند. به این بخش از بازار فرابورس اصطلاحاً بازار چهارم گفته می‌شود.
منتقدان از بازار فرابورس به عنوان بازار تاریک (به انگلیسی: dark market) یاد می‌کنند به این دلیل که معمولاً قیمت نه منتشر می‌شود و نه از اصولی پیروی می‌کند.
اوراق مشتقه خارج از بورس مخصوصاً برای پوشش ریسک اهمیت دارند. یعنی اصطلاحاً آن‌ها یک حصار امن و کامل (به انگلیسی: perfect hedge) برای عدم ورود ریسک ایجاد می‌کنند. به دلیل استانداردهای وضع شده بر قراردادهای بورسی جهت داشتن یک الگوی واحد برای همهٔ ابزارها، انعطاف‌پذیری زیادی برای پوشش ریسک وجود ندارد. به وسیلهٔ اوراق مشتقه فرابورس یک بنگاه می‌تواند بهترین شرایط را بر قرارداد جهت مقابله با ریسک وضع کند.

## ریسک طرف معامله (نکول)
اوراق فرابورس ممکن است ریسک مهمی در برداشته باشند. از طرفی به خاطر بحران اعتباری سال ۲۰۰۷ تأکید زیادی بر ریسک طرف معامله شد. ریسک طرف معامله ناشی از این است که یک طرف قبل از انقضای معامله نکول کرده و از پرداخت مبلغ مندرج در قرارداد خودداری کند.  راه‌های زیادی برای محدود کردن این ریسک وجود دارد. یکی از این راه‌ها تمرکز بر کنترل این ریسک با تنوع بخشی، ابهام زدایی (به انگلیسی: netting)، استفاده از وثیقه و مصون‌سازی است.
انجمن بین‌المللی اوراق مشتقه و سواپ در نشریه سال ۲۰۱۰ استفاده از وثیقه در قراردادهای مشتقه فرابورس را به عنوان یکی از راه‌های کاهش ریسک مورد بررسی قرارداد.

## اهمیت اوراق مشتقه فرابورس در بانکداری مدرن
اوراق مشتقه فرابورس بخش مهمی از دنیای مالی به‌شمار می‌آیند. بازارهای این اوراق اندازه بزرگی دارند و طی دوره زمانی ۱۹۸۰ تا ۲۰۰۰ به صورت نمایی رشد کردند. این رشد توسط محصولات نرخ بهره، ابزار نرخ ارز و سواپ نکول اعتباری رخ داد. بازارهای اوراق مشتقه فرابورس طی زمان رشد کردند و ارزش آن‌ها در ۳۱ دسامبر ۲۰۱۰ به مرز ۶۰۱ تریلیون دلار رسید.
در مقاله‌ای که در سال ۲۰۰۱ توسط صندوق بین‌المللی پول منتشر شد شیناسی (به انگلیسی: Schinasi) و همکاران به این نتیجه رسیدند که افزایش معاملات اوراق مشتقه فرابورس بدون پیشرفت چشمگیر کامپیوتر و فناوری اطلاعات طی سال‌های ۱۹۸۰ تا ۲۰۰۰ غیرممکن بود.  طی آن سال‌ها موسسات مالی فعال بین‌المللی سهم درآمدشان از فعالیت‌های اوراق مشتقه فرابورس را افزایش دادند. این موسسات پرتفوهایی از اوراق مشتقه شامل ده‌ها هزار موقعیت را مدیریت کردند و گردش معاملات را به ۱ تریلیون دلار رساندند. پیش از بحران مالی سال ۲۰۰۸ بازار فرابورس یک شبکه غیررسمی از روابط متقابل و پویا بود و رویارویی زمان‌بندی شده با ریسک اعتباری را فراهم می‌کرد و اینکه اندازه و توزیع آن به ابزارهای مهم دارایی گره خورده بود. موسسات مالی بین‌المللی به‌طور فزاینده توانایی کسب سود از فعالیت‌های مربوط به اوراق مشتقه فرابورس را پرورش دادند و فعالان بازارهای مالی از آن بهره‌مند شدند. در سال ۲۰۰۰ نویسندگان اذعان کردند که رشد در معاملات فرابورس از راه‌های زیادی امکان‌پذیر شده‌ است که این امکان را مدرن شدن بانکداری تجاری و سرمایه‌گذاری و جهانی شدن مبحث مالی فراهم کرده‌است. با اینحال در ماه سپتامبر یک تیم وابسته به صندوق بین‌المللی پول به رهبری متیسون و شیناسی تأکید کردند که داستان دنباله‌دار آشفتگی در اواخر دهه ۱۹۹۰ باعث به خطر افتادن ثبات بازار شد و این به خاطر ویژگی‌های ابزار و بازارهای اوراق مشتقه فرابورس بود.
بورس تجاری نیویورک یک سیستم پاکسازی (اتاق پایاپای) برای فهرستی از اوراق انرژی فرابورس ایجاد کرد که به طرفین معامله این اجازه را می‌داد که معامله را به اتاق پایاپای بورس منتقل کنند. این کار باعث حذف ریسک اعتباری و عملکرد طرفین معامله شد.